# Isaiah Swann
Isaiah Swann (* 10. Februar 1985 in Germantown, Maryland) ist ein US-amerikanischer Basketballspieler und stand von 2011 bis 2012 beim Basketball-Bundesligisten ratiopharm ulm unter Vertrag.
Schon vor Beginn seiner Profikarriere erregte Isaiah Swann Aufmerksamkeit. Während seiner High-School-Zeit an der Virginia’s Oak Hill Academy spielte er Ende 2002 im ersten landesweit live übertragenen High-School-Spiel gegen die St. Vincent – St. Mary High School und den heutigen NBA-Superstar LeBron James. Nach dem Abschluss der High School buhlen im Sommer 2004 nahezu ein Dutzend Unis um Swann, darunter renommierte Colleges wie Georgetown, Kentucky oder Syracuse, doch er entscheidet sich für die Florida State University, da diese in der Atlantic Coast Conference spielen, der damals vermeintlich stärksten Conference der NCAA. Und auch dort trägt er sich in seinen vier Jahren in die Geschichtsbücher ein. 172 erfolgreiche 3-Punkte-Würfe sind ebenso der fünftbeste Wert der Universität wie die 456 versuchten Dreipunktewürfe. Dies entspricht einer Trefferquote von 37,7 %, womit Swann Rang 8 in dieser Bestenliste belegt. Zudem bedeuten 328 Assists und 139 Steals jeweils Rang 11. In seinem Senior-Jahr, dem letzten am College, war er Topscorer der FSU, riss er sich im März das vordere Kreuzband im linken Knie, was ihn zu einer Pause zwang, wodurch er erst im Juli wieder beginnen konnte Basketball zu spielen. Zu diesem Zeitpunkt war Swann noch nicht völlig von der Verletzung genesen, die Camps waren bereits vorbei, die Mannschaften zusammengestellt und die Sommerligen hatten begonnen, weshalb er sich in den USA keinen Platz in einem Team ergattern konnte.
Über zwei Kurzzeitengagements bei Andrea Costa Imola in der zweiten italienischen Liga landete Swann Anfang 2009 bei Hapoel Gilboa Galil in Israel und konnte in seinem ersten Jahr mit dem Erreichen des Final-Four-Turniers und eines dritten Platzes dort einen Erfolg feiern. 2009/10 gelang ihm in seiner zweiten Saison mit Galil Gilboa nach einem dritten Platz in der Hauptrunde der sensationelle Titelgewinn, als der Favorit und Abonnentenmeister Maccabi Tel Aviv im Finale des Final Four mit 90:77 besiegt werden konnte. Nach einem Kurzengagement in der Dominikanischen Republik und der D-League wechselte er zur Saison 2010/11 zu Maccabi Rishon LeZion, wo er mit seinem Team erneut in das Final Four einzog. Dort reichte es jedoch nach zwei Niederlagen nur zu Rang 4.
Zur Saison 2011/12 wechselte Swann in die Basketball-Bundesliga, die Verpflichtung wurde am 4. Juli 2011 von ratiopharm ulm bekanntgegeben. Mit Ulm konnte Swann das Finale um die deutsche Meisterschaft erreichen. Dort unterlag sein Team den Brose Baskets Bamberg. Zur Saison 2012/13 verließ er Deutschland wieder und schloss sich Gaziantep BSB in der Türkei an. Nach einem Jahr kehrte er jedoch wieder nach Deutschland zurück und schloss sich den New Yorker Phantoms aus Braunschweig an.

## Erfolge und Auszeichnungen
- Playoff-Halbfinale & Platz 3 mit Hapoel Gilboa Galil 2008/09
- Israelischer Meister mit Hapoel Gilboa Galil 2009/10
- Playoff-Halbfinale & Platz 4 mit Maccabi Rishon LeZion 2010/11
- 2. Best Offensive Player der Basketball-Bundesliga 2011/12
- BBL All-First-Team 2011/12
- Deutscher Vizemeister mit ratiopharm ulm 2011/12
- BBL All-Star Game MVP 2014